# Умершие в ноябре 2008 года
Это список известных людей, соответствующих установленным критериям значимости (см. Википедия:Критерии значимости персоналий), умерших в ноябре 2008 года.
Причина смерти указывается лишь в исключительных случаях (убийство, самоубийство, гибель в результате военных действий, смертная казнь, ДТП или несчастные случаи). В остальных случаях — не указывается.

## Список

### 1 ноября
- Карпов, Павел Алексеевич (84) — Полный кавалер ордена Славы.
- Майер, Натаниэль (64) — ритм-энд-блюзовый певец; инсульт[1].
- Пикар, Жак (86) — швейцарский исследователь и путешественник, достигший дна Марианской впадины[2].
- Слоун, Тиффани (35) — американская фотомодель, актриса, танцовщица и гимнастка; самоубийство[3].
- Има Сумак (86) — Перуанская певица, обладавшая диапазоном голоса до 5 октав; рак[4]
- Клайд Уилсон (85) — американский частный детектив[5].

### 2 ноября
- Аллилуев, Иосиф Григорьевич (63) — врач-кардиолог, сын Светланы Аллилуевой, внук И. В. Сталина[6]

### 3 ноября
- Жинжин, Андрей Владимирович (42) — российский певец[7]; (недоступная ссылка)
- Логинов, Анатолий Фёдорович (85) — Герой Советского Союза.
- Фурне, Жан (95) — французский дирижёр[8]; (недоступная ссылка)

### 4 ноября
- Анчимаа-Тока, Хертек Амырбитовна (96) — тувинский государственный деятель, Председатель Малого Хурала Тувинской Народной Республики (1940—1944)[9].
- Крайтон, Майкл (66) — американский писатель-фантаст; рак[10].
- Лукас, Сид (108) — 108-летний британский австралийский долгожитель.
- Розелла Хайтауэр (88) — американская балерина; инсульт[11].

### 6 ноября
- Батуков, Михаил Сергеевич (88) — Герой Советского Союза.
- Колядин, Виктор Иванович (86) — Герой Советского Союза.

### 7 ноября
- Кирницкий, Александр Григорьевич (51) — советский и молдавский рок-музыкант.
- Шмеман, Андрей Дмитриевич (87) — видный деятель русской эмиграции во Франции.

### 8 ноября
- Раковский, Мечислав (81) — польский государственный и партийный деятель[12].
- Рахматуллин, Суньят Абдулович (73) — советский инженер, тренер по водным лыжам.
- Таратута, Василий Николаевич — советский партийный деятель, дипломат.
- Хонигсман, Яков Самойлович (85) — советский, украинский и еврейский историк.

### 10 ноября
- Александрович, Николай Викторович (88) — советский кинорежиссёр, актёр.
- Гончаров, Владимир Николаевич (61) — советский футболист[13]
- Ито, Киёси (93) — японский математик[14]
- Макеба, Мириам (76) — южноафриканская певица и борец против апартеида; сердечный приступ[15].
- Мариковский, Павел Иустинович (96) — советский зоолог, профессор[16]
- Павлив, Иосиф Петрович — русский и украинский писатель.
- Шоукросс, Артур (63) — американский серийный убийца; остановка сердца[17].

### 11 ноября
- Маркес, Мария Элена (81) — мексиканская актриса; сердечный приступ[18].

### 12 ноября
- Митчелл, Митч (61) — английский ударник[19].

### 13 ноября
- Бехтерев, Сергей Станиславович (50) — русский актёр[20].
- Стаханов, Владимир Анатольевич (83) — советский и российский физик-теоретик, специалист в области разработки ядерных зарядов.

### 14 ноября
- Дракохруст, Александр Абрамович (85) — советский и белорусский поэт.
- Киселёв, Геннадий Васильевич (77) — белорусский писатель, археограф, историк, литературовед.
- Марцуль, Геннадий Семёнович (71) — белорусский историк.
- Христова, Цветанка Павлова (46) — болгарская метательница диска, чемпионка мира и Европы; рак.

### 15 ноября
- Жилкин, Сергей Фёдорович (48) — ректор Тольяттинского государственного университета, мэр Тольятти; убийство[21].
- Махарадзе, Валерий Антонович (68) — вице-премьер России (1992)[22].

### 16 ноября
- Варни, Рег (92) — британский комедийный актёр[23]

### 17 ноября
- Де Кончини, Эннио (84) — итальянский сценарист, лауреат премии «Оскар», один из создателей телесериала «Спрут»[24].
- Полищук, Виктор Варфоломеевич (83) — канадский историк и публицист.

### 18 ноября
- Селим, Шакир (66) — крымскотатарский поэт и переводчик.

### 19 ноября
- Шлифер, Леонид Иосифович (81) — советский и украинский деятель сельского хозяйства.

### 20 ноября
- Фёдоров, Борис Григорьевич (50) — доктор экономических наук, министр финансов РСФСР (1990—1991), вице-премьер и министр финансов России (1992—1994), депутат Государственной Думы Российской Федерации (1996—1998), член Совета директоров «Газпрома» и Совета директоров «Сбербанка» РФ (с 2000); инсульт[25].
- Махульский, Ян (80) — польский киноактёр, рак[26].

### 21 ноября
- Гадяцкий, Александр Васильевич (83) — директор Лебединского СПТУ № 34. Герой Социалистического Труда.

### 22 ноября
- Насир, Ибрагим (82) — Президент Мальдив (1968—1978), проблемы с почками[27].
- Чижиков, Филипп Васильевич (85) — участник Великой Отечественной войны, Герой Советского Союза.

### 23 ноября
- Кравченко, Николай Григорьевич (85) — Полный кавалер Ордена Славы.
- Хитч, Клайв (77) — австралийский хоккеист, нападающий.

### 25 ноября
- Григорьев, Фома Никифорович (89) — капитан Советской Армии, участник Великой Отечественной войны, Герой Советского Союза.
- Заславский, Георгий Моисеевич (73) — советский физик-теоретик, профессор, доктор физико-математических наук.
- Клейман, Рита Яковлевна (61) — молдавский литературовед, достоевист, еврейский общественный деятель. Доктор филологических наук, профессор.
- Клявиньш, Янис (75) — латвийский советский шахматист.

### 26 ноября
- Караев, Виталий Сергеевич (46) — мэр Владикавказа; убийство[28].
- Коротеев, Виктор (27) — известный в российском шоубизнесе Топ-стилист, фотомодель, владелец сети салонов красоты «Виктор Коротеев»[29].
- Паркер, Эдна (115) — самая старая жительница земли.
- Солпитер, Эдвин Эрнест (83) — американский астрофизик австралийского происхождения; лейкоз[30].
- Левандовский, Анатолий Петрович (88) — известный советский и российский историк и писатель, специалист по Франции.
- Фешнер, Кристиан (64) — кинопродюсер, Франция; рак[31].

### 27 ноября
- Сингх, Вишванат Пратап (77) — премьер-министр Индии; лейкемия[32].

### 28 ноября
- Скурыгин, Герман Анатольевич (45) — заслуженный мастер спорта по спортивной ходьбе; сердечный приступ[33].

### 29 ноября
- Вейд, Роберт (87) — британский шахматист новозеландского происхождения; пневмония[34].
- Вьюн, Георгий Иванович (64) — футболист[35].
- Утзон, Йорн (90) — датский архитектор, автор проекта здания Сиднейской оперы[36].

### 30 ноября
- Чайхорский, Аббас Аббас-Али оглы (91) — азербайджанский учёный-ядерщик, почётный доктор НАНА.
- Черёмухин, Николай Алексеевич (80) — ликвидатор аварии на ЧАЭС, военный врач, один из ведущих организаторов спасательных мероприятий в зоне катастрофы на ЧАЭС.